# دختر واعظ
دختر واعظ (به انگلیسی: Preacher's Daughter) نخستین آلبوم استودیویی از خواننده-ترانه‌پرداز و تهیه‌کنندهٔ موسیقی آمریکایی اتل کین می‌باشد که در ۱۲ مهٔ سال ۲۰۲۲ از سوی ناشر موسیقی وی که داترز او کین نام دارد، منتشر گردید.